# Daoizem
Daoizem (Wade—Giles: taoizem) je starokitajska tradicija in miselnost, ki se deli na klasični oziroma filozofski (道家; pinyin: Dàojiā) in ljudski ali religiozni daoizem (道教; pinyin: Dàojiào). Med obema strujama so velike razlike, vendar obstaja v zahodnih jezikih (vključno s slovenščino) kljub temu samo en izraz, ki poimenuje obe. 
Osrednji pojem v daoizmu je dao (道; pinyin: dào), neviden in vseobsegajoč praprincip vsega obstoječega, s katerim se je po daoizmu treba uskladiti za harmonično življenje. Poleg daa, ki v prevodu pomeni »pot«, se v daoizmu pojavijo še drugi koncepti, kot so »nedelovanje« (無為; pinyin: wú wéi), »krepost« (德; pinyin: dé) ter »spontanost« (自然; zìrán). Od svojih zametkov pa vse do danes je daoizem spremljal in močno vplival na kitajsko družbeno in kulturno življenje. 

## Filozofski daoizem
Filozofski daoizem se je podobno kot konfucijanstvo kot družbeno relevantna miselnost pojavil v obdobju stoterih šol, v času postopnega razpada fevdalne družbe konec 5. in v začetku 4. stoletja pr. n. št. Kot odgovor na nevzdržne razmere so nekateri želeli zapustiti svet uradnih hierarhij in so uteho našli v idejah individualistično-anarhističnega filozofa Yang Zhuja (楊朱; pinyin: Yáng Zhū). Yang Zhu ima v svoji filozofiji sicer mnogo daostičnih potez, vendar mnogi sinologi menijo, da je bil ustanovitelj lastne posebne šole, ločene od daoizma. Je prvi, ki je poskušal relativizirati splošno veljavna merila o vrednosti družbe in posameznika. Problematiko svobode, ki je osrednji predmet njegovih razprav, sta obravnavala tudi oba najbolj znana utemeljitelja daoistične filozofije, Laozi (老子; pinyin: Lǎozǐ) in Zhuangzi (莊子; pinyin: Zhuāngzǐ). 
Glavni pojem v daoističnem nauku je dao (道; pinyin: dào), katerega etimološki pomen je »pot«. Dao je nevidna in neoprijemljiva, vendar povsod prisotna, večna in vseobsegajoča manifestacija narave oziroma vsega obstoječega, kar lahko človek občuti v poti zvezd, menjavi dneva in noči, letnih časih itd. Dao kot simbolično, a tudi dejansko manifestacijo teh zakonitosti najdemo tudi v konfucijanskih klasikih. Značilnost tega nauka je, da poudarja organsko povezavo med zakonitostmi zunanje narave in zakonitostmi človeškega oziroma družbenega življenja, kjer so daoisti svoj svet dojemali kot naravno dano svobodo. Bolj kot etična kategorija, ki je značilna za konfucijanski dao, je pri daoistih isti pojem uporabljen predvsem kot holistični kozmogonični termin — gre za naravno dano pot (zakonitost) večnih premen vesoljstva in vsega bivajočega. Za daoistično miselnost je značilna odsotnost vsega absolutnega, ki se odseva v večnosti daa.
Daoistom so zaradi daa kot vseobsegajoče, odločilne ter zaokrožene sile, ki v sebi in prek sebe določa vse bivanje, vsi nasilni posegi v svet odveč in so tudi najvišjim vladarjem predlagali, naj se čim manj dejavno vmešavajo v naravni in posledično družbeni tok življenja. Zagovarjali so koncept nedelovanja wu wei (無為; pinyin: wú wéi). Proces wu wei ne pomeni pasivnosti, saj posamezniku, družbi ali naravi omogoča, da se skozi njih izrazi edina dejavnost, ki zmore ustvariti resnično sožitje med vsem obstoječim. Ta dejavnost je de (德; pinyin: dé), naravno dana in osnovna krepost.

## Religiozni daoizem
Klasiki filozofskega daoizma, kamor spadata Laozi in Zhuangzi, se niso nikoli ukvarjali z nesmrtnostjo, temveč so se zavzemali za ideal mirne smrti po izpolnjenem življenju. Od obdobja dinastije Han (漢; pinyin: Hàn) (206 pr. n. št.–220) dalje se je vse več daoistov ukvarjalo z raziskovanjem metod podaljševanja življenja in nesmrtnosti. Iz nauka prvega znanega daoističnega alkimista Liu Shaojuna (劉燒君; pinyin: Liú Shāojūn) se je tako razvilo pravo religiozno gibanje. Religiozni ali ljudski daoizem je svoj duhovni potencial črpal iz kultov agrarne mitologije, simboličnih prvin daoistične filozofije in populariziranih inačic budistične religije. Religija je že v obdobju Han imela svoje najvišje božanstvo Huang Laojuna (黃老君; pinyin: Huáng Lăojūn) (mešanica med »Rumenim cesarjem« Huang dijem (黃帝; pinyin: Huáng Dì) in Laozijem), ki je opisan celo kot inkarnacija daa. V nekaterih primerih se je pojavil tudi le sam Laozi, ki so ga častili kot božanstvo. Alkimisti so najbrž še starejšemu daoističnemu »bogu ognjišča« Zao Jun (灶君; pinyin: Zào Jūn) pred poskusi, kjer so delali napitke za podaljševanje življenja, žrtvovali na oltar.
Mojstrice in mojstri daoistične religije so sčasoma razvili pravo znanost o načinu življenja, ki naj bi privedel do nesmrtnosti. Ti nauki izhajajo iz dveh ločenih šol: alkimistične šole wai dan (外丹; pinyin: wài dān), katere glavni predstavnik je Ge Hong (葛宏; pinyin: Gĕ Hóng), ter ezoterične šole nei dan (內丹; pinyin: nèi dān). Nauki ezoterične šole priporočajo posebne telesne vaje za doseganje nesmrtnosti, npr. »embrionalno dihanje« tai xi (胎吸; pinyin: tāi xī)), s katerim naj bi človek postal neodvisen od zunanjega zraka. Vsi praktikanti (če so si lahko privoščili) bi se morali držati stroge diete, se obredno sončiti in uriti telesno gibčnost, poleg tega bi pa moški morali varčevati s spermo, saj se pri njenem izlivu izgublja življenjska energija.
Z naraščajočim vplivom budizma se je daoističnemu panteonu pridružilo še mnogo različnih malikov. Najpomembnejša božanstva so tvorila trojico »nebo-zemlja-človek« tian di ren (天地人; pinyin: tiān dì rén). Daoistična religija je iz tradicionalnih ljudskih verovanje prevzela tudi vrsto obrednih praks in tehnik, npr. geomantični sistem »vetra in vode« feng shui (風水; pinyin: fēng shuǐ), ki na podlagi kozmičnih dejavnikov določa najprimernejša mesta in razmere za postavitev predmetov ali izvedbo obredov in je po svetu ohranjen še danes.

## Neodaoizem
Neodaoizem (kitajščina: 新道家, pinyin: Xīn dàojiā) je termin, s katerim mnogi sodobni teoretiki označujejo kitajsko miselnost, ki je bila razširjena v politično in gospodarsko nestabilnem obdobju Šestih dinastij (poenostavljena kitajščina: 六朝, pinyin: Liù cháo, 220 ali 222–589), in sicer med pripadniki višjih slojev. To novo idejno gibanje se je izražalo predvsem v dveh, pogosto medsebojno prepletajočih se strujah. V receptivni zgodovini kitajske filozofije sta znani pod imeni Čisti pogovori (poenostavljena kitajščina: 清谈, tradicionalna kitajščina: 清談, pinyin: Qīng tán) in Šola misterijev (poenostavljena kitajščina: 玄学, tradicionalna kitajščina: 玄學, pinyin: Xuán xué). Lahko bi rekli, da je šlo pri le-teh v bistvu za dve različni metodi iskanja in posredovanja »resnice«. Marsikateri učenjak je pripadal obema strujama hkrati.  
Osrednji in najpomembnejši predstavniki:
Wáng Bì 王弼 (226–249)
Hé Yàn 何晏 (190 /?/–249)
Guō Xiàng 郭象 (252 /?/–312)
Čisti pogovori so bili nekakšno anti-intelektualno gibanje, ki je temeljilo na (pogosto paradoksalnih) disputih in debatah, ter s tem močno vplivalo na nastanek anti-literarnega chana. Izobraženci so večinoma prakticirali in razvijali logične metode klasičnih disputov, kakršne poznamo iz nomenalistične in dialektične tradicije. S pomočjo teh metod so poskušali preseči omejenost jezika in izkusiti poslednjo resničnost. Med pripadniki te struje je bila najbolj znana skupina t.i. »Sedmih modrecev iz bambusovega gozdička (poenostavljena kitajščina: 竹林七贤, tradicionalna kitajščina: 竹林七賢, pinyin: Zhúlín qī xián)«, na čelu katere sta bila utopist Jī Kāng 嵇康 (223–262) in literat Ruăn Jí 阮籍 (210–263). Predstavnika Čistih pogovorov pa sta bila tudi filozofa Wáng Bì in Hé Yàn.
Šola misterijev pa je za razliko od zgoraj predstavljene struje temeljila na zapisanih virih. Bila je strožja in manj bohemska, vendar v filozofskem pogledu zanimivejša od (ohranjenih) idejnih prebliskov struje Čistih pogovorov. Predstavniki so v svojih komentarjih k različnim klasikom (Laozi, Zhuangzi in Yi jing) sestavljali traktate, ki so močneje vplivali na kasnejši razvoj osrednjih kitajskih filozofskih teorij. Ena najznačilnejših potez Šole misterijev je sinkretizem. Le-ta se kaže v integraciji daoizma v sistem konfucijanstva, na katerega so se še vedno opirali v svojih temeljnih vrednotah, pa tudi v absorbciji in transformaciji budizma. Zato se ta šole včasih označuje tudi z izrazom »Struja, ki združuje tri nauke (kitajščina: 三教合流, pinyin: Sān jiào hé líu)«. V nasprotju s prevladujočo miselnostjo dinastije Han, ki se je osredotočala na korelacije in vzajemne interakcije med človekom in naravo, so člani Šole misterijev iskali poslednjo, absolutno resničnost, ki naj bi se skrivala za refleksijami pojavnosti. Menili so jo odkriti v daoističnem konceptu odstotnosti (poenostavljena kitajščina: 无, tradicionalna kitajščina: 無, pinyin: wú), katerega so opremili z novo vsebino, zato jih precej sodobnih teoretikov označuje tudi z izrazom neodaoisti. Viri večinoma štejejo Wáng Bìja in Hé Yàna k ustanoviteljem in osrednjim predstavnikom te struje, pomemben član le-te pa je bil tudi Guō Xiàng.

## Predstavniki in pomembna dela

### Laozi
Laozi (ok. 6. do 5. stol. pr. n. št.) — Stari mojster ali Stari mojstri, ki morda sploh ni bil resnično obstoječa zgodovinska osebnost, velja za avtorja znamenitega dela »Dao de jing« (道德經; pinyin: Dào dé jīng) (Klasik poti in njene krepostne sile). Dao de jing velja kot eno najpomembnejših in verjetno tudi najstarejših klasičnih del filozofskega daoizma in je na Kitajskem še danes aktualen. Ima svoj natančen in v sebi zaključen logični ustroj. Razdeljen je na dva dela, namreč na del, ki obravnava ontološke dimenzije samega daa, ter na del, ki obravnava pojem kreposti de. Temeljna principa te filozofije sta tudi prisotnost you (有; pinyin: yǒu) in odsotnost wu (無; pinyin: wú), ki sta z značilno komplementarno dinamiko močno prepletena tudi s pojmom dao 道. V ‘pozahodenih’ interpretacijah in prevodih pogosto pride do napak v razumevanju tovrstnih besedil. Dao (kot ustvarjalna sila življenja) v Dao de jingu tako ne sodi le na raven metafizike, ampak je tudi prisoten v vsaki konkretni stvari, ki biva tudi na ravni fizikalnega in dojemljivega. Tako tudi pismenka »chang« (常; pinyin: cháng), ki v besedilu pomeni večno, za razliko od npr. »Božje besede« v večini interpretacij starega evangelija, v sistemu starokitajske miselnosti pomeni večno premeno, ki se manifestira skozi neprekinjeno rojevanje in smrt, nastajanje in spreminjanje pojavnih oblik. Laozi ugotavlja, da jezik nič ne prispeva k razjasnitvi kompleksnih vsebin daove esence. V njegovi spoznavni teoriji mehanizmi jezikovnega izražanja kvečjemu zavirajo spoznanje.

### Zhuangzi
Zhuangzi (ok. 380 do 300 pr. n. št.), s polnim imenom Zhuang Zhou (莊周; pinyin: Zhuāng Zhōu), je bil rojen v današnji provinci Hunan (湖南; pinyin: Húnán). Najprej je deloval kot nižji uradnik, nato pa se je naveličan odpravil na podeželje in živel skromno življenje modreca. Dvakrat je odklonil ponudbo za visoko državniško pozicijo. Filozofska zbirka, ki jo pogosto po njenem avtorju imenujemo »Zhuangzi«, nosi naslov »Nan hua zhen jing« (南花真經; pinyin: Nán huā zhēn jīng) (»Resnični klasik Južnega cvetovja«). Nastala je  v 4. stoletju pred našim štetjem, njen avtor naj bi bil pa ravno Zhuangzi. V delu je veliko bolj kot država v ospredju osvoboditev človeka izpod jarma njegove individualnosti, ki se kaže v materialnem poželenju in duhovnih ambicijah. S tem, ko je dosledno nedejaven in se ničemur ne upira, je postavljen v neranljivi položaj središča vsega obstoječega, ki mu nudi vpogled v nerešljiva in nedeljiva življenjska nasprotja. Njegova nihilistična, a nikakor ne fatalistična filozofija se kaže v znamenitih zgodbah o »koristi brezkoristnosti« Wu yong zhi yong (無用之用; pinyin: Wú yòng zhī yòng). Hkrati je v njegovih zgodbah (npr. v »Sanjah o metulju« Hudie meng (蝴蝶夢; pinyin: Húdié mèng), kjer se Zhuangzi sprašuje o tem, ali je človek, ki sanja, da je metulj, ali metulj, ki sanja, da je človek, prisoten tudi njegov odpor do vsakršne nadvlade človeka nad človekom ali naravo, poudarjanje enakovrednosti in medsebojne neodvisnosti življenja in smrti, iluzornosti kakršnega koli zunanjega ali neodvisnega »jaza« nad katero koli obliko zavedanja ter vprašanja o zaznavanju in dojemanju resničnosti.

### Liezi in Huainanzi
Knjiga »Liezi« (列子; pinyin: Lièzǐ) istoimenskega avtorja naj bi po nekaterih virih nastala že v 5. stoletju pred našim štetjem, vendar so raziskave pokazale, da so bili vsaj nekateri deli napisani šele v 3. in 4. stoletju našega štetja. Liezi je bil še bolj nihilističen kot Zhuangzi in v njegovem delu so prisotni vplivi budizma. Osrednji pojem njegovega nauka je praznina xu (虛; pinyin: xū) kot nekakšna odpoved potrošništvu in navezanosti na materialne ali duhovne dobrine, hkrati pa kot zavest, ki je sprijaznjena z ničevostjo vsega bivajočega in lastnega sebstva. 
V 2. stoletju pred našim štetjem naj bi kot plod dela več avtorjev nastalo četrto klasično delo daoistične filozofije, enciklopedija »Huai nanzi« (淮南子; pinyin: Huái nánzǐ) (Mojstri dežele Huainan), katere urednik je bil kralj Liu An (劉安; pinyin: Liú Ān). Delo vsebuje mnogo legalističnih elementov, v daoistični nauk pa vpelje nov pojem »resničnega človeka« zhen ren  (真人; pinyin: zhēn rén) — idealnega človeka, katerega modrost je v tem, da iz nepregledne raznovrstnosti najde pot nazaj v veliko preprostost celote, ki je sestavljena iz obeh nasprotujočih si, a hkrati medsebojno soodvisno povezanih in prepletenih principov yin (陰; pinyin: yīn) in yang (陽; pinyin: yáng).